# Нью-Дуглас (Іллінойс)
Нью-Дуглас (англ. New Douglas) — селище (англ. village) в США, в окрузі Медісон штату Іллінойс. Населення — 350 осіб (2020).

## Географія
Нью-Дуглас розташований за координатами 38°58′8″ пн. ш. 89°39′42″ зх. д. / 38.96889° пн. ш. 89.66167° зх. д. (38.968962, -89.661717).  За даними Бюро перепису населення США в 2010 році селище мало площу 2,76 км², з яких 2,76 км² — суходіл та 0,00 км² — водойми.

## Демографія
Згідно з переписом 2010 року, у селищі мешкало 319 осіб у 129 домогосподарствах у складі 89 родин. Густота населення становила 116 осіб/км².  Було 153 помешкання (55/км²).
Расовий склад населення:
| - 95,9 % — білих - 1,6 % — чорних або афроамериканців - 0,3 % — корінних американців |

До двох чи більше рас належало 1,6 %. Частка іспаномовних становила 1,6 % від усіх жителів.
За віковим діапазоном населення розподілялося таким чином: 25,7 % — особи молодші 18 років, 60,5 % — особи у віці 18—64 років, 13,8 % — особи у віці 65 років та старші. Медіана віку мешканця становила 39,4 року. На 100 осіб жіночої статі у селищі припадало 98,1 чоловіків;  на 100 жінок у віці від 18 років та старших — 91,1 чоловіків також старших 18 років.
Середній дохід на одне домашнє господарство  становив 69 822 долари США (медіана — 56 563), а середній дохід на одну сім'ю — 81 924 долари (медіана — 73 438). Медіана доходів становила 63 125 доларів для чоловіків та 35 536 доларів для жінок. За межею бідності перебувало 12,4 % осіб, у тому числі 14,6 % дітей у віці до 18 років та 0,0 % осіб у віці 65 років та старших.
Цивільне працевлаштоване населення становило 153 особи. Основні галузі зайнятості: освіта, охорона здоров'я та соціальна допомога — 17,0 %, роздрібна торгівля — 15,0 %, транспорт — 9,8 %, науковці, спеціалісти, менеджери — 9,8 %.